# Michał Potera
Michał Potera (ur. 6 marca 1988 w Rybniku) – polski siatkarz, grający na pozycji libero. W 2009 r. zawodnik II reprezentacji kraju. 
Piłkę siatkową zaczął trenować w RMKS-ie Rybnik (potem TS Volley Rybnik). Następnie przeszedł do MKS-u MOS Będzin, w barwach którego zadebiutował w I lidze. W 2009 roku spadł ze swoim klubem do II ligi, by w kolejnym sezonie ponownie awansować.
W tym samym roku otrzymał od Grzegorza Wagnera powołanie do II reprezentacji Polski na Uniwersjadę w Belgradzie. W turnieju występował na pozycji przyjmującego.
W sezonie 2009/10 Michał Potera z MKS-em MOS wziął udział w rozgrywkach Pucharze Polski. Będzinianie zakwalifikowali się do fazy Final Four, pokonując I-ligowe zespoły oraz w V rundzie wstępnej drużynę z PlusLigi, AZS Częstochowa, 3:1. W ćwierćfinale z turnieju wyeliminowała ich ZAKSA Kędzierzyn-Koźle. Sukces powtórzył dwa lata później pokonując w V rundzie Fart Kielce, a w ćwierćfinale przegrali ze Skrą Bełchatów.

## Sukcesy klubowe
Memoriał Zdzisława Ambroziaka:
- 2013

PlusLiga:
- 2023[2]

Puchar CEV:
- 2024[3]
- 2025[4]

## Nagrody indywidualne
- 2013: Najlepszy libero Memoriału Zdzisława Ambroziaka